# Chặng đua GP Mexico 2021
Chặng đua GP Mexico City 2021 (tên chính thức Formula 1 Gran Premio de la Ciudad de México 2021) là chặng đua thứ 18 của Giải đua xe Công thức 1 2021. Chặng đua diễn ra từ ngày 05 tháng 11 đến ngày 07 tháng 11 năm 2021 ở Trường đua Anh em Rodríguez, Mexico. Tay đua giành chiến thắng là Max Verstappen của đội đua Red Bull Racing.

## Diễn biến chính
Valtteri Bottas giành pole nhưng đã có va chạm với Daniel Ricciardo ngay ở pha xuất phát nên đã không ghi được điểm nào. Max Verstappen từ vị trí xuất phát thứ ba vượt lên vị trí dẫn đầu ngay từ góc cua đầu tiên, sau đó liên tục gia tăng khoảng cách để giành chiến thắng thứ 9 trong mùa giải.

## Kết quả
| Stt                                                         | Số xe | Tay đua            | Đội đua                   | Lap | Thời gian   | Xuất phát | Điểm |
| ----------------------------------------------------------- | ----- | ------------------ | ------------------------- | --- | ----------- | --------- | ---- |
| 1                                                           | 33    | Max Verstappen     | Red Bull Racing-Honda     | 71  | 1:38:39.086 | 3         | 25   |
| 2                                                           | 44    | Lewis Hamilton     | Mercedes                  | 71  | +16.555     | 2         | 18   |
| 3                                                           | 11    | Sergio Pérez       | Red Bull Racing-Honda     | 71  | +17.752     | 4         | 15   |
| 4                                                           | 10    | Pierre Gasly       | AlphaTauri-Honda          | 71  | +1:03.845   | 5         | 12   |
| 5                                                           | 16    | Charles Leclerc    | Ferrari                   | 71  | +1:21.037   | 8         | 10   |
| 6                                                           | 55    | Carlos Sainz Jr.   | Ferrari                   | 70  | +1 lap      | 6         | 8    |
| 7                                                           | 5     | Sebastian Vettel   | Aston Martin-Mercedes     | 70  | +1 lap      | 9         | 6    |
| 8                                                           | 7     | Kimi Räikkönen     | Alfa Romeo Racing-Ferrari | 70  | +1 lap      | 10        | 4    |
| 9                                                           | 14    | Fernando Alonso    | Alpine-Renault            | 70  | +1 lap      | 12        | 2    |
| 10                                                          | 4     | Lando Norris       | McLaren-Mercedes          | 70  | +1 lap      | 18        | 1    |
| 11                                                          | 99    | Antonio Giovinazzi | Alfa Romeo Racing-Ferrari | 70  | +1 lap      | 11        |      |
| 12                                                          | 3     | Daniel Ricciardo   | McLaren-Mercedes          | 70  | +1 lap      | 7         |      |
| 13                                                          | 31    | Esteban Ocon       | Alpine-Renault            | 70  | +1 lap      | 19        |      |
| 14                                                          | 18    | Lance Stroll       | Aston Martin-Mercedes     | 70  | +2 laps     | 20        |      |
| 15                                                          | 77    | Valtteri Bottas    | Mercedes                  | 69  | +2 laps     | 1         |      |
| 16                                                          | 63    | George Russell     | Williams-Mercedes         | 69  | +2 laps     | 16        |      |
| 17                                                          | 6     | Nicholas Latifi    | Williams-Mercedes         | 69  | +2 laps     | 13        |      |
| 18                                                          | 9     | Nikita Mazepin     | Haas-Ferrari              | 68  | +3 laps     | 15        |      |
| Ret                                                         | 47    | Mick Schumacher    | Haas-Ferrari              | 0   | Tai nạn     | 14        |      |
| Ret                                                         | 22    | Yuki Tsunoda       | AlphaTauri-Honda          | 0   | Tai nạn     | 17        |      |
| Fastest lap: Valtteri Bottas (Mercedes) – 1:17.774 (lap 69) |       |                    |                           |     |             |           |      |
| Source:                                                     |       |                    |                           |     |             |           |      |

## Bảng xếp hạng sau chặng đua
Bảng xếp hạng top 5 tay đua và đội đua:
|           | Stt | Tay đua         | Điểm  |
| --------- | --- | --------------- | ----- |
| Unchanged | 1   | Max Verstappen  | 312.5 |
| Unchanged | 2   | Lewis Hamilton  | 293.5 |
| Unchanged | 3   | Valtteri Bottas | 185   |
| Unchanged | 4   | Sergio Pérez    | 165   |
| Unchanged | 5   | Lando Norris    | 150   |
| Nguồn:    |     |                 |       |

|           | Stt | Đội đua               | Điểm  |
| --------- | --- | --------------------- | ----- |
| Unchanged | 1   | Mercedes              | 478.5 |
| Unchanged | 2   | Red Bull Racing-Honda | 477.5 |
| 1         | 3   | Ferrari               | 268.5 |
| 1         | 4   | McLaren-Mercedes      | 255   |
| Unchanged | 5   | Alpine-Renault        | 106   |
| Nguồn:    |     |                       |       |